# Дом Зубчаниновых
Дом Зубчаниновых, или Дом духовного училища — историческое здание в Твери. Расположено в Заволжском районе, на набережной Афанасия Никитина, 44. Памятник архитектуры федерального значения.

## Описание
Дом Зубчаниновых представляет собой двухэтажное кирпичное оштукатуренное здание с белокаменным цоколем в своей первоначальной части. Здание имеет сильно округлённый внешний угол, оформленное четырьмя колоннами. Является одним из первых памятников раннего классицизма в Твери, постройка конца XVIII века.
Вместе с домом 36 (казармы Московского полка) и церковью Трёх Исповедников здание образует ансамбль, играющий главенствующую роль в панораме Заволжья со стороны реки.

## История
Дом построен купцом И. Зубчаниновым и оставался во владении его семьи в течение несколько десятилетий. В 1838 году дом Зубчаниновых был продан палате государственных имуществ и сдавался внаём различным учреждениям.
Во второй половине XIX века в здании разместилось Духовное училище, для которого дом был дважды расширен. При первой перестройке в 1898 году по проекту В. И. Кузьмина было пристроено крыло вдоль площади, добавлен купол над мезонином, отмечавший алтарь домового храма (сам храм занимал большое помещение второго этажа с пятью окнами, выходящими на набережную). В то же время, стоящий вдоль набережной, отдельный одноэтажный дом конца XVIII века был объединён с училищем — ему надстроили второй этаж и расширили со двора. В 1912 году была сделана дворовая пристройка с лестницей.

## Галерея

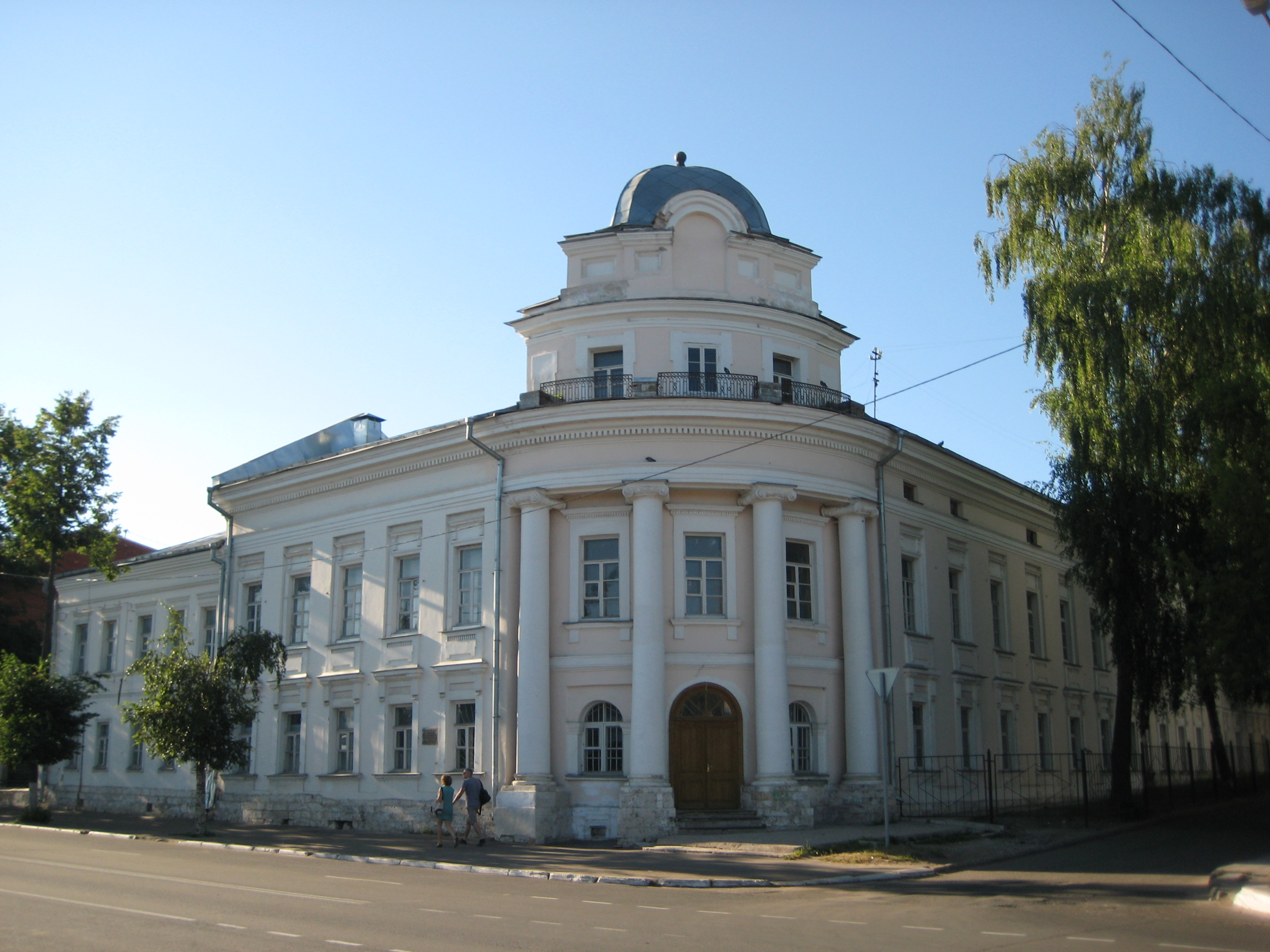
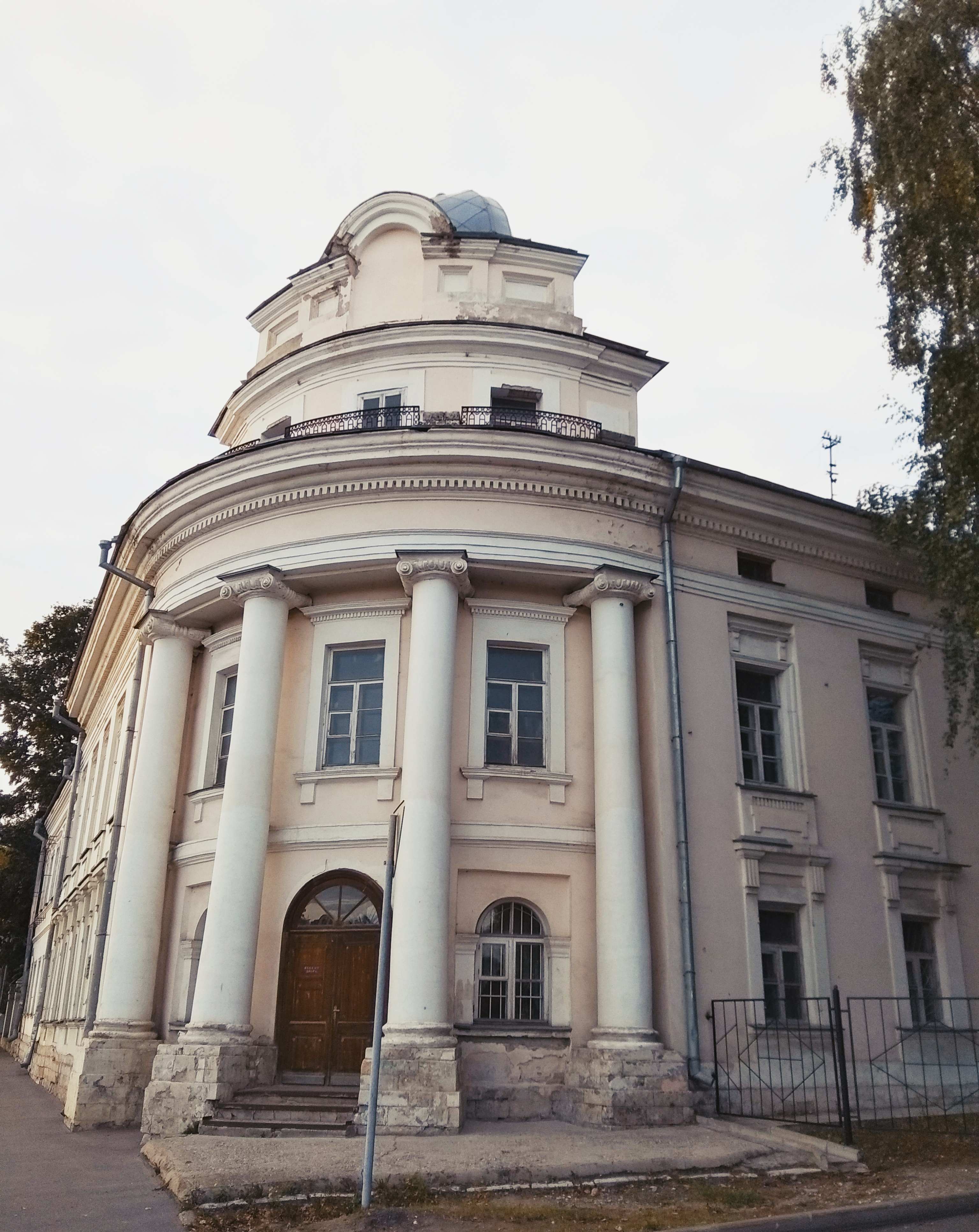